# Miss USA 2008
Miss USA 2008 foi a 57ª edição do concurso Miss USA, realizada no dia 11 de abril, no Theatre for the Peforming Arts,  situada no complexo Planet Hollywood Resort and Casino em Las Vegas, Nevada, que também já recebeu os concursos Miss Universo 1991 e Miss Universo 1996. Candidatas dos 50 Estados norte-americanos mais o Distrito de Columbia participaram do concurso, que escolheu a Miss Texas Crystle Stewart como a representante do país no Miss Universo 2008.
A vencedora recebeu a faixa da ex-detentora do título, Rachel Smith, do Tennessee, no evento que foi transmitido pela rede NBC para todo país e alguns de seus territórios, como Guam e Samoa Americana, que contam com afiliadas via TV a cabo ou sinal aberto.

## Resultados

### Classificação Final

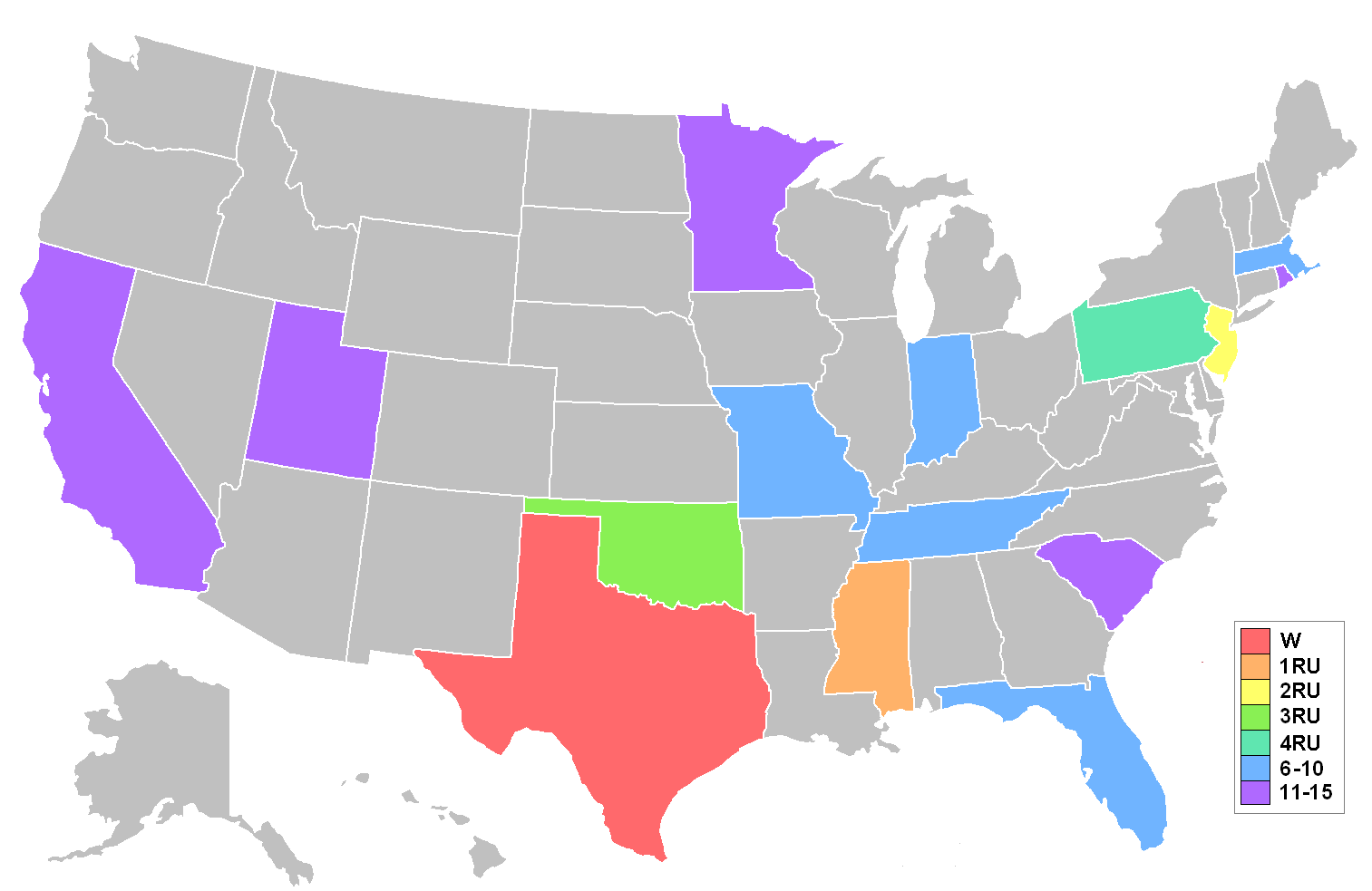
No mapa, a classificação de cada Estado norte-americano no concurso

- Miss USA 2008: Crystle Stewart (Texas)
- 2ª colocada: Leah Laviano (Mississippi)
- 3ª colocada: Tiffany Andrade (Nova Jersey)
- 4ª colocada: Lindsey Jo Harrington (Oklahoma)
- 5ª colocada: LauRen Merola (Pensilvânia)
- As 10 Finalistas (em ordem de classificação) foram: Candice Crawford (Missouri), Brittany Mason (Indiana), Jessica Rafalowski (Flórida),   Hailey Brown (Tennessee), Jackie Bruno (Massachusetts)
- As 15 Semifinalistas (em ordem de classificação) foram: Jamie Hill (Carolina do Sul), Raquel Beezley (Califórnia), Julia Bachison (Utah), Amy Diaz (Rhode Island), Kaylee Unverzagt (Minnesota)

### Premiações Especiais
- Miss Simpatia: Monica Day (Ohio)
- Miss Fotogenia: Courtney Carroll (Alaska)

### Pontuações
| \| Estado \| Traje de Banho \| Traje de Gala \| \| --------------- \| -------------- \| ------------- \| \| Texas \| 9.178 (3) \| 9.169 (2) \| \| Mississippi \| 8.522 (9) \| 8.953 (5) \| \| Nova Jersey \| 8.531 (8) \| 8.991 (4) \| \| Oklahoma \| 9.474 (1) \| 9.318 (1) \| \| Pensilvânia \| 9.183 (2) \| 9.089 (3) \| \| Missouri \| 8.977 (4) \| 8.622 (6) \| \| Indiana \| 8.478 (10) \| 8.578 (7) \| \| Florida \| 8.567 (7) \| 8.500 (8) \| \| Tennessee \| 8.687 (6) \| 8.460 (9) \| \| Massachusetts \| 8.954 (5) \| 8.439 (10) \| \| Carolina do Sul \| 8.476 (11) \| \| \| Califórnia \| 8.289 (12) \| \| \| Utah \| 7.984 (13) \| \| \| Rhode Island \| 7.972 (14) \| \| \| Minnesota \| 7.938 (15) \| \| | Vencedora 2ª colocada 3ª colocada 4ª colocada 5ª colocada Top 10 Top 15 (#) Posição na respectiva etapa da competição |               |
| Estado | Traje de Banho | Traje de Gala |
| Texas | 9.178 (3) | 9.169 (2)     |
| Mississippi | 8.522 (9) | 8.953 (5)     |
| Nova Jersey | 8.531 (8) | 8.991 (4)     |
| Oklahoma | 9.474 (1) | 9.318 (1)     |
| Pensilvânia | 9.183 (2) | 9.089 (3)     |
| Missouri | 8.977 (4) | 8.622 (6)     |
| Indiana | 8.478 (10) | 8.578 (7)     |
| Florida | 8.567 (7) | 8.500 (8)     |
| Tennessee | 8.687 (6) | 8.460 (9)     |
| Massachusetts | 8.954 (5) | 8.439 (10)    |
| Carolina do Sul | 8.476 (11) |               |
| Califórnia | 8.289 (12) |               |
| Utah | 7.984 (13) |               |
| Rhode Island | 7.972 (14) |               |
| Minnesota | 7.938 (15) |               |

## Seleção das candidatas estaduais
As concorrentes ao Miss USA 2008 foram eleitas em concursos realizados nos 50 Estados e no Distrito de Columbia de julho de 2007 a janeiro de 2008.

## Candidatas
| Estado               | Nome                    | Idade | Cidade Natal     |
| -------------------- | ----------------------- | ----- | ---------------- |
| Alabama              | Keisha Walding          | 24    | Dothan           |
| Alaska               | Courtney Carroll        | 25    | Fairbanks        |
| Arizona              | Kimberly Ann Joiner     | 22    | Gilbert          |
| Arkansas             | Rachel Howells          | 21    | Alma             |
| Califórnia           | Rachel Beezley          | 21    | Barstow          |
| Colorado             | Beckie Hughes           | 21    | Grand Junction   |
| Connecticut          | Jaqueline Honulik       | 21    | Fairfield        |
| Delaware             | Vincenza Carrieri Russo | 22    | Newark           |
| Distrito de Columbia | Chelsey Rodgers         | 24    | Atlanta, Geórgia |
| Florida              | Jessica Rafalowski      | 21    | DeLand           |
| Geórgia              | Amanda Kozak            | 23    | Warner Robins    |
| Havaí                | Jonelle Hayfield        | 21    | Kane'Ohe         |
| Idaho                | Tracey Renee Brown      | 20    | Post Falls       |
| Illinois             | Shanon Lersch           | 25    | Chicago          |
| Indiana              | Brittany Mason          | 21    | Anderson         |
| Iowa                 | Abbey Curran            | 20    | Davenport        |
| Kansas               | Michelle Gillespie      | 21    | Mission Hills    |
| Kentucky             | Alysha Harris           |       | Lexington        |
| Louisiana            | Michelle Berthelot      | 25    | Hammond          |
| Maine                | Kaetlin Parent          | 19    | Vanburen         |
| Maryland             | Casandra Tressler       | 22    | Damascus         |
| Massachusetts        | Jacqueline Bruno        | 22    | Assonet          |
| Michigan             | Elisabeth Crawford      | 25    | Detroit          |
| Minnesota            | Kaylee Unverzagt        | 20    | Eagan            |
| Mississippi          | Leah Laviano            | 19    | Ellisville       |
| Missouri             | Candice Crawford        | 20    | Columbia         |
| Montana              | Tori Wanty              | 21    | Shelby           |
| Nebraska             | Micaela Johnson         | 22    | Omaha            |
| Nevada               | Veronica Grabowski      |       | Henderson        |
| New Hampshire        | Breanne Silvi           |       | Nashua           |
| Nova Jersey          | Tiffany Andrade         | 22    | Linden           |
| Novo México          | Raelene Aguilar         | 26    | Sunland Park     |
| Nova York            | Danielle Roundtree      | 20    | Miami, Flórida   |
| Carolina do Norte    | Andrea Duke             | 25    | Saluda           |
| Dakota do Norte      | Stephanie Tollefson     | 21    | New Rockford     |
| Ohio                 | Monica Day Boggs        |       | Whitehall        |
| Oklahoma             | Lindsey Jo Harrington   | 21    | Frederick        |
| Oregon               | Mary Horch              | 23    | Corvalis         |
| Pensilvânia          | LauRen Merola           | 23    | Pittsburgh       |
| Rhode Island         | Amy Diaz                | 23    | Johnston         |
| Carolina do Sul      | Jamie Hill              |       | Columbia         |
| Dakota do Sul        | Charlie Buhler          |       | Mitchell         |
| Tennessee            | Hailey Laine Brown      | 25    | Franklin         |
| Texas                | Crystle Stewart         | 25    | Missouri City    |
| Utah                 | Julia Marie Bachison    | 24    | North Ogden      |
| Vermont              | Kim Tantlinger          |       | Burlington       |
| Virginia             | Victoria Marie Hall     | 20    | Midlothian       |
| Washington           | Michelle Font           | 25    | North Seattle    |
| Virgínia Ocidental   | Skylene Montgomery      | 22    | Parkersburgh     |
| Wisconsin            | Michelyn Butler         | 24    | Madison          |
| Wyoming              | Cassie Shore            |       | Casper           |

## Jurados

### Da final do dia 11 de abril
- Heather Mills, ex-modelo britânica;[1]
- Rob Schneider, comediante;
- Joey Fatone, cantor, ex-integrante do N' Sync;
- Kristian Alfonso, atriz da novela Days of Our Lives;
- Amanda Beard, nadadora olímpica dos Estados Unidos;
- Christian Siriano, vencedor do programa Project Runway;
- Shawne Merriman, jogador do San Diego Chargers;
- Ken Paves, hairsylist;
- Kelly Carlson, atriz do seriado Nip/Tuck;
- George Wayne, repórter da revista Vanity Fair
- Robert Earl, CEO e fundador da Planet Hollywood International, Inc.

### Da fase preliminar
- David Dzanis - Executivo de marketing esportivo, vice-presidente da Pepsi-Cola Client Services at Genesco Sports Enterprises (GSE), cujas responsabilidades incluem estratégias de marketing e ações relacionadas aos eventos patrocinados e de propriedade da marca Pepsi.
- Lisa Howfield - Diretor Geral da KVBC TV 3, afiliada da NBC em Las Vegas
- Alicia Jacobs - Ex-Miss NV USA, reporter de entretenimento da mesma emissora
- Sandy Mecca - ex-jogador de tênis, competiu no Virginia Slims Professional Tennis tour
- Charles J. Nabit, J.D. - homem de negócios, especializado em cuidados de longo prazo, serviços de dependência química e psiquiátrica, saúde da família, operações farmacêuticas institucionais e de varejo e especializado em reabilitação e terapia
- Bob Webber - Diretor de Criação da Nina Footwear Corp., responsável pela direção criativa das campanhas publicitárias da marca, bem como da supervisão da criação das coleções licenciadas pela marca, patrocinadora também do Miss Universo.
- Mark J.Wylie - Vice-Presidente de Relações Artísticas da entidade sem fins lucrativos Best Buddies.  Recentemente, Mark também participou da terceira temporada do reality show The Biggest Loser, da própria NBC, onde foi finalista.

## Galeria de fotos das finalistas

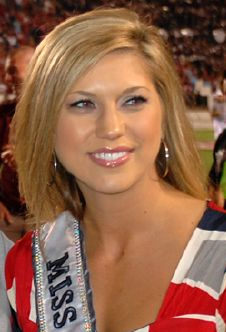
Keisha Walding Miss Alabama USA 2008
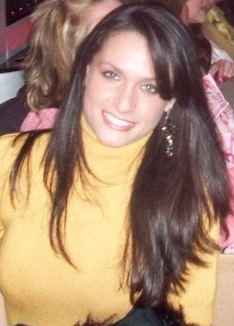
Vincenza Carrieri-Russo Miss Delaware USA 2008
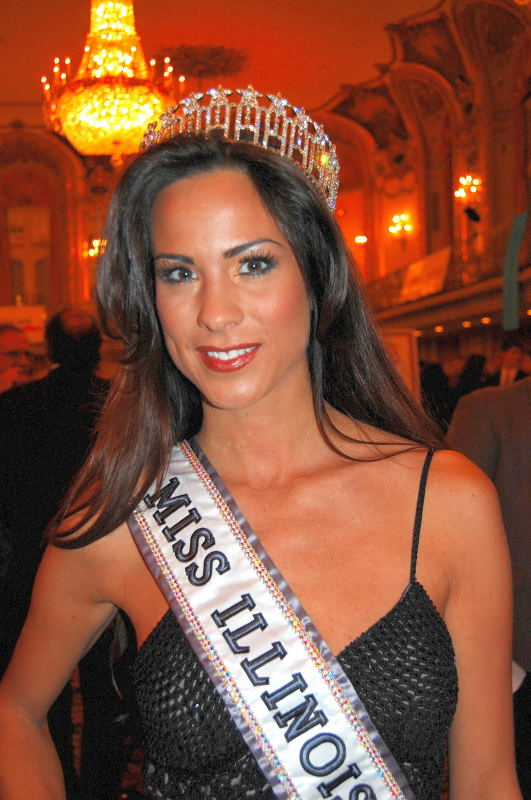
Shanon Lersch Miss Illinois USA 2008
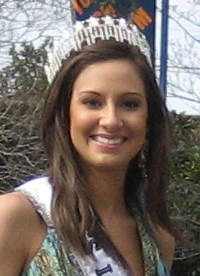
Michelle Berthelot Miss Louisiana USA 2008
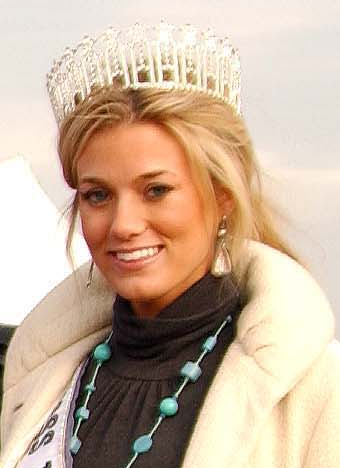
Casandra Tressler Miss Maryland USA 2008
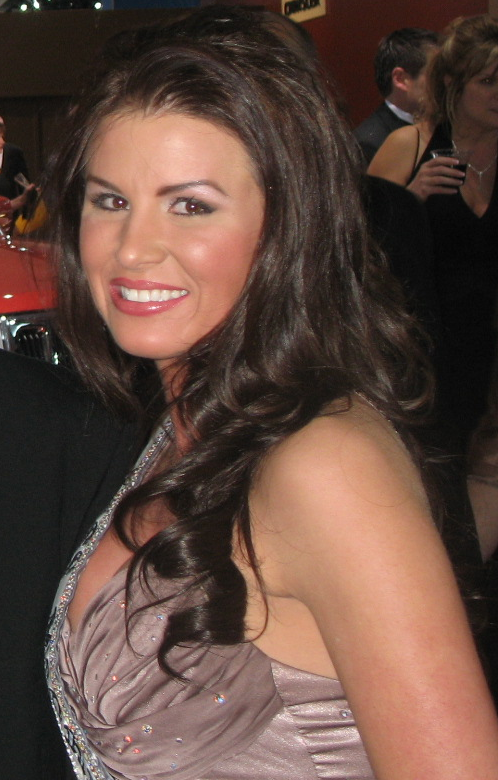
Elisabeth Crawford Miss Michigan USA 2008
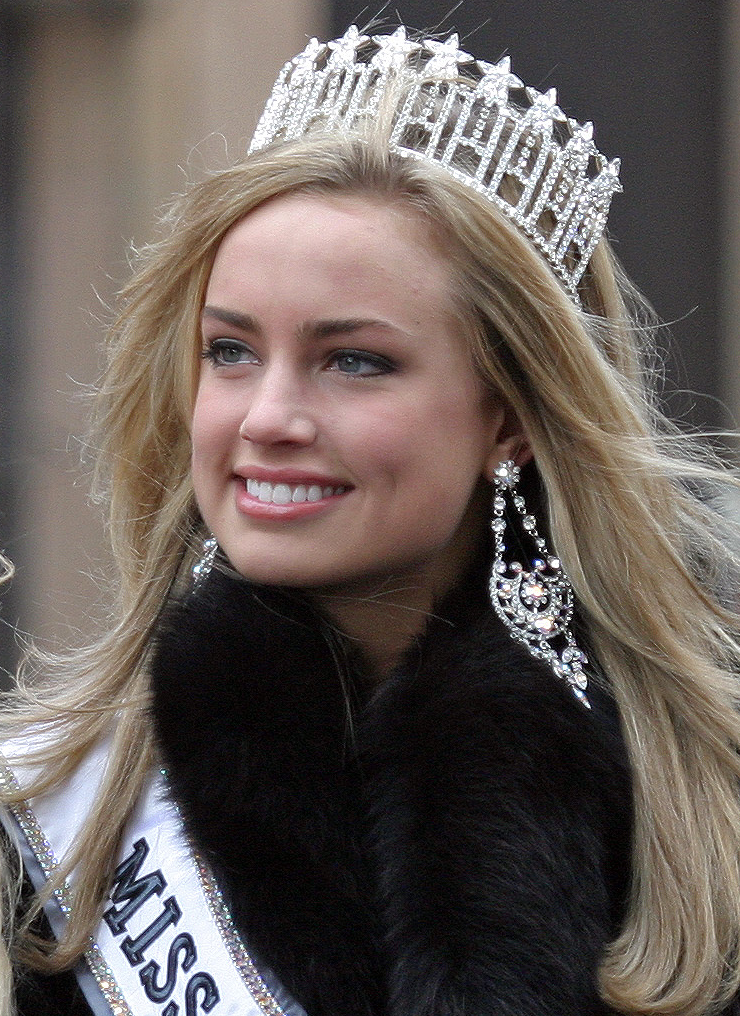
Kaylee Unverzagt Miss Minnesota USA 2008
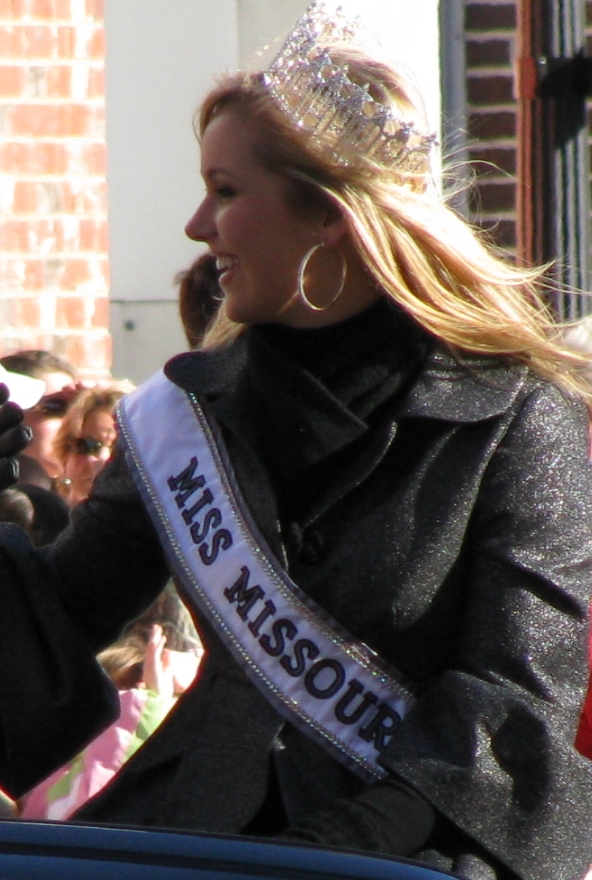
Candice Crawford Miss Missouri USA 2008
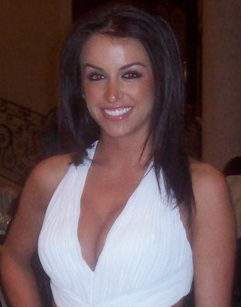
Veronica Grabowski Miss Nevada USA 2008
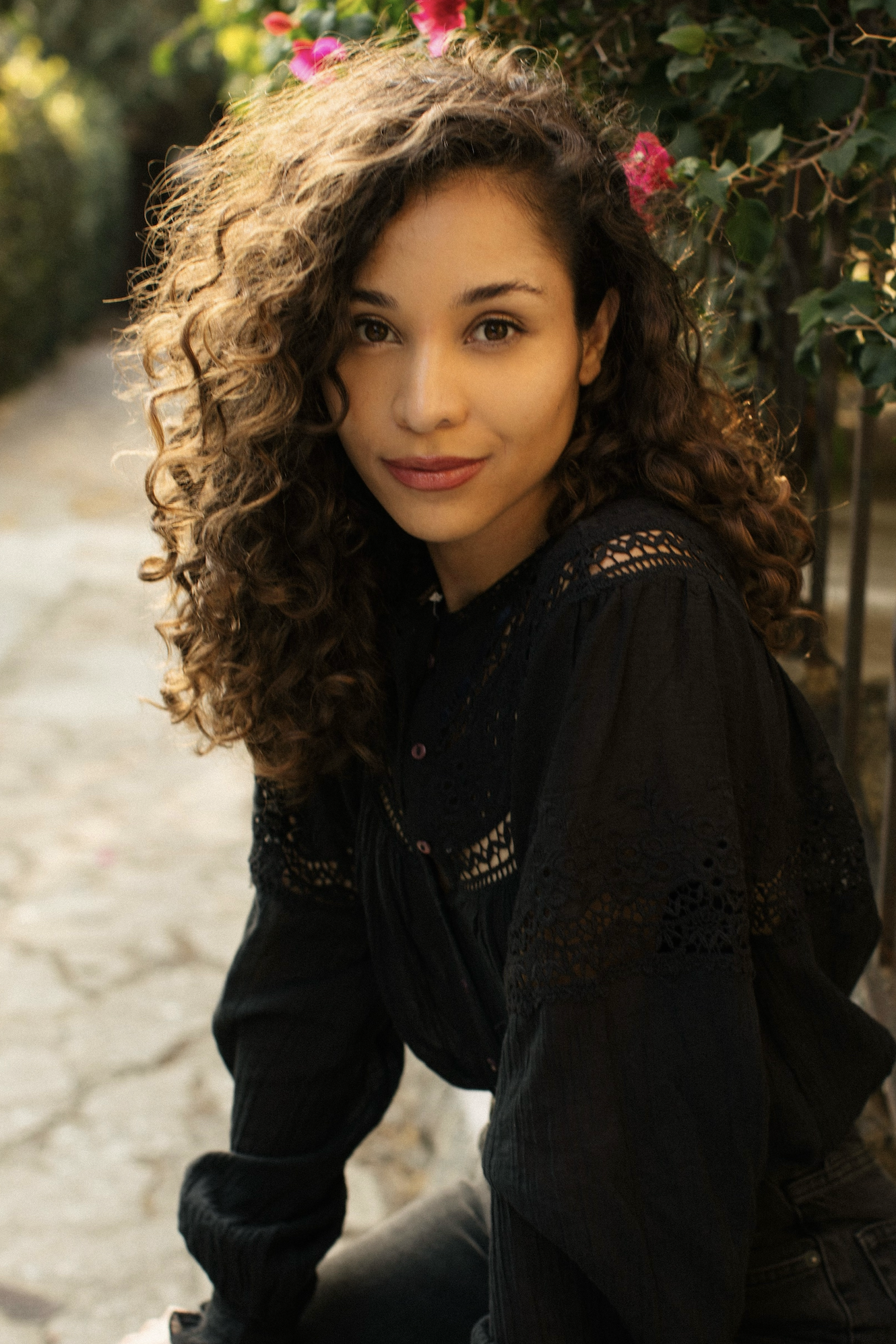
Charlie Buhler Miss South Dakota USA 2008
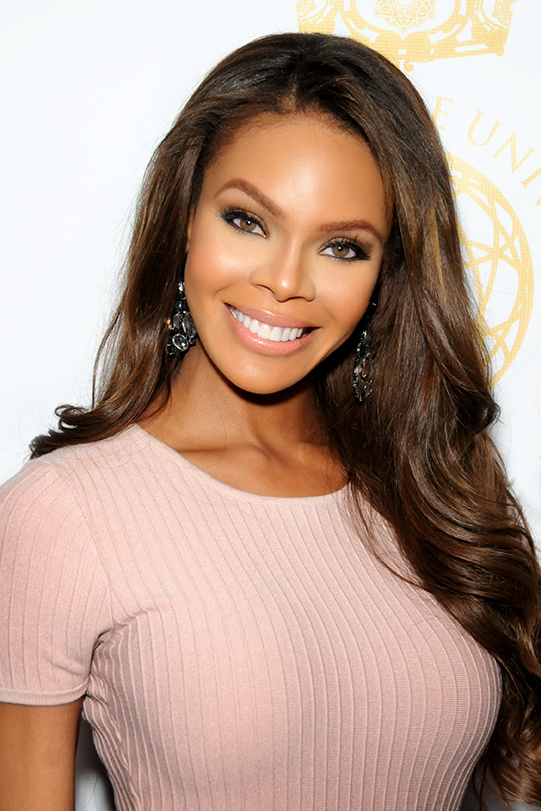
Crystle Stewart (vencedora) Miss Texas USA 2008